# Godumops
Godumops is een spinnengeslacht in de familie van de Selenopidae. 
Godumops werd in 2011 beschreven door Sarah C. Crews & Harvey.

## Soort
Godumops is monotypisch en omvat enkel de soort Godumops caritus.